# Nintendo Optical Disc

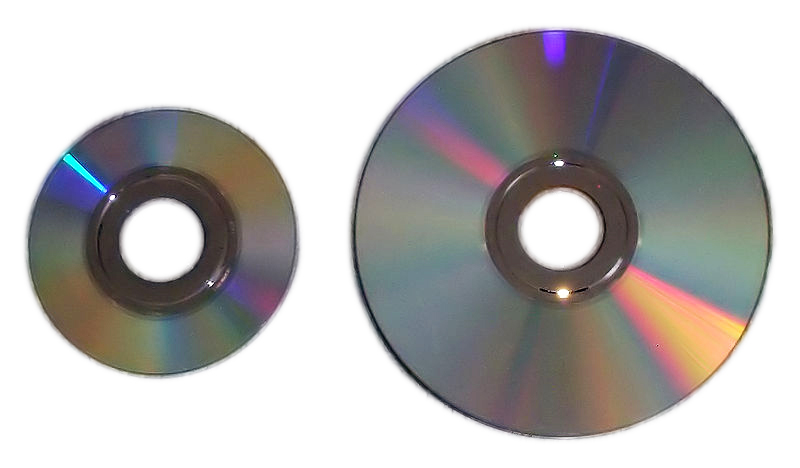
G.O.D. (esquerra) i Wii Optical Disc (dreta).

Nintendo Optical Disc (en català disc òptic de Nintendo) és el format de disc òptic utilitzat per Nintendo per distribuir els seus videojocs. Inclouen, els Gamecube Optical Disc (G.O.D.), el Wii Optical Disc i el Wii U Optical Disc.

## Tipus

### Gamecube Optical Disc
Els Gamecube Optical Disc són els discos òptics utilitzats per a la distribució de videojocs per a la consola Nintendo GameCube.
Són discos amb una mida de 8 cm de diàmetre amb una capacitat màxima de d'1,5 gigabytes (menor que la d'altres formats, com l'UMD).
De vegades eren necessaris més d'un disc per emmagatzemar el joc complet, com en el cas de Resident Evil 0, Resident Evil o Resident Evil 4.

### Wii U Optical Disc
El Wii U Optical Disc és un disc òptic d'alta densitat patentada, desenvolupat per Nintendo i Panasonic, i serveix com a mitjà físic per als jocs de Wii U. El format és molt similar en el disseny físic i les especificacions com els Blu-ray Disc, lluint una capacitat de 25 GB per capa. Unitat de només lectura de disc òptic de la consola llegeix aquests discos a 5x CAV, per a una velocitat màxima de lectura de 22.5 MB / s Per millorar encara més el rendiment de la unitat òptica, la Wii O compta amb decompressió Zlib igual que el seu predecessor, el que permet una amplada de banda més gran en temps real. Wii U Optical Discs difereixen d'altres formats de disc òptic en què tenen vores suaus i arrodonits. També és compatible amb Wii Optical Discs, encara que a 6x CAV per a la compatibilitat amb la Wii. No obstant això, la consola no és compatible amb discos de joc de GameCube.
Cada disc conté una marca d'àrea de tall de ràfega (BCA) marca, un tipus de codi de barres que s'escriu en el disc amb un làser YAG. Les dades emmagatzemades en aquesta marca BCA inclou una taula de xifrat relacionades amb la mecànica de protecció contra còpia basada en maquinari, a més de 64 bytes de dades accessibles per a l'usuari sense xifrar.